# Абдуллаев, Мурадали
Мурадали Абдуллаев — советский хозяйственный деятель.

## Биография
Родился в 1937 году в Нуреке. Член КПСС.
В 1961—1997 гг. — грузчик и рабочий на строительстве города Нурека, военнослужащий Советской Армии, бетонщик, плотник на строительстве Нурекской ГЭС, помощник машиниста экскаватора ЭКГ-4,6, машинист экскаватора ЭКГ-4,6 на строительстве Нурекской ГЭС.
Делегат XXIV съезда КПСС. Член ЦК Компартии Таджикистана.
Почетный гражданин города Нурека.
Живёт в Нуреке.